# Панча-махаяджна
Па́нча-маха́яджна (буквально — «пять великих жертвоприношений») — ритуал в индуизме, который предписывалось ежедневно исполнять представителям «дважды рождённых», то есть варн брахманов (жрецов), кшатриев (воинов) и вайшья (ремесленников и купцов):
- брахма-яджна (жертва Брахме) — изучение и повторение ведийских мантр;
- питри-яджна (жертва предкам) — приношение воды и пищи, возлияние предкам:
- дэва-яджна (жертва богам) — возлияние масла в семейный очаг;
- бхута-яджна (жертва духам) — разбрасывание зерен и остатков пищи за порогом дома;
- манушья-яджна (жертва людям) — гостеприимство и подача милостыни.